# Plectorhinchinae
Sous-famille
Les Plectorhinchinae sont une sous-famille de poissons de la famille des Haemulidae.

## Liste des genres
Selon World Register of Marine Species (4 janvier 2025) :
- Diagramma Oken, 1817
- Genyatremus Gill, 1862
- Parapristipoma Bleeker, 1873
- Plectorhinchus Lacepède, 1801

## Systématique
Le nom valide complet (avec auteur) de ce taxon est Plectorhinchinae Jordan & Thompson (d), 1912.